# Muhammad Nawaz
Muhammad Nawaz (urdu ‏محمد نواز‎, ur. 15 sierpnia 1924 w Budhial, zm. 13 maja 2004 tamże) – pakistański lekkoatleta, który specjalizował się w rzucie oszczepem.
Dwukrotny uczestnik igrzysk olimpijskich – Melbourne 1956 (14. miejsce z rezultatem 62,55) oraz Rzym 1960 (z wynikiem 70,05 nie awansował do finału). W 1954 wywalczył srebrny medal igrzysk Imperium Brytyjskiego i Wspólnoty Narodów, a w roku 1966 podczas imprezy tej samej rangi zdobył brązowy krążek. Trzykrotny medalista igrzysk azjatyckich – w 1954 oraz 1958 wywalczył złoto, a w roku 1962 srebro. Rekord życiowy: 76,39 (16 lipca 1960, Londyn).